# Stenocereus humilis
Stenocereus humilis ist eine Pflanzenart in der Gattung Stenocereus aus der Familie der Kakteengewächse (Cactaceae). Das Artepitheton humilis stammt aus dem Lateinischen und bedeutet ‚niedrig‘.

## Beschreibung
Stenocereus humilis wächst strauchig mit unregelmäßig verzweigten Trieben und bildet häufig dichte Dickichte. Die schwachen, dunkelgrünen Triebe sind 1 bis 4 Meter lang und weisen einen Durchmesser von bis zu 4 Zentimeter auf. Es sind drei bis sechs unterbrochenen Rippen vorhanden, in deren Einkerbungen wollige Areolen sitzen. Die fünf bis acht nadeligen, braunen Dornen werden später weißlich. Sie weisen eine Länge von 1 bis 2 Zentimeter auf. 
Die ausgebreitet trichterförmigen, grünlich weißen Blüten sind bis zu 6 Zentimeter lang. Die kugelförmigen Früchte sind stark bedornt und bis zu 4 Zentimeter lang.

## Systematik und Verbreitung
Stenocereus humilis ist in Kolumbien im Departamento Cauca im Tal des Río Dagua in Höhenlagen von 700 bis 1000 Metern verbreitet.
Die Erstbeschreibung als Lemaireocereus humilis erfolgte 1920 durch Nathaniel Lord Britton und Joseph Nelson Rose. David Richard Hunt stellte die Art 2002 in die Gattung Stenocereus. Weitere nomenklatorische Synonyme sind Ritterocereus humilis (Britton & Rose) Backeb. (1951) und Armatocereus humilis (Britton & Rose) Backeb. (1959).

## Nachweise